# Eastburn (West Yorkshire)
Eastburn – wieś w Anglii, w hrabstwie ceremonialnym West Yorkshire, w dystrykcie metropolitalnym Bradford. Leży 30 km na zachód od miasta Leeds i 293 km na północny zachód od Londynu.